# Ambloplites cavifrons
Ambloplites cavifrons és una espècie de peix pertanyent a la família dels centràrquids.

## Descripció
- Pot arribar a fer 36 cm de llargària màxima i 620 g de pes.[2][3][4]

## Hàbitat
És un peix d'aigua dolça, demersal i de clima temperat (38°N-36°N).

## Distribució geogràfica
Es troba a Nord-amèrica: conques dels rius Chowan, Roanoke, Tar i Neuse a Virgínia i Carolina del Nord (els Estats Units).

## Observacions
És inofensiu per als humans.